# Clarkton (Missouri)
Clarkton é uma cidade localizada no estado americano de Missouri, no Condado de Dunklin.

## Demografia
Segundo o censo americano de 2000, a sua população era de 1330 habitantes.
Em 2006, foi estimada uma população de 1270, um decréscimo de 60 (-4.5%).

## Geografia
De acordo com o United States Census Bureau tem uma área de
2,9 km², dos quais 2,9 km² cobertos por terra e 0,0 km² cobertos por água.

## Localidades na vizinhança
O diagrama seguinte representa as localidades num raio de 16 km ao redor de Clarkton.